# 魏秉
魏秉（1432年—？），字執中，陝西西安府華州蒲城縣人，明朝政治人物。

## 生平
天順六年（1462年）壬午科陝西鄉試第五十一名舉人，成化二年（1466年）中式丙戌科會試第一百九十六名，三甲第八名進士。任山西道監察御史，出為山東按察司副使。

## 家族
曾祖魏仕廉；祖父魏宗讓；父魏振。